# Grewia annamica
Grewia annamica är en malvaväxtart som beskrevs av François Gagnepain. Grewia annamica ingår i släktet Grewia och familjen malvaväxter. Inga underarter finns listade i Catalogue of Life.